# Svetovno prvenstvo v hokeju na ledu 2007 - Divizija I
Divizija I Svetovnega prvenstva v hokeju na ledu 2007 se je odvila od 15. april do 21. aprila 2007. Na turnirju je sodelovalo 12 reprezentanc, razdeljenih v dve skupini (Skupino A in Skupino B). 
Tekme so igrali v dvorani Qiqihar Icerink v Qiqiharju, Ljudska republika Kitajska; ter v dvorani Hala Tivoli v Ljubljani, Slovenija. 

## Sodelujoče države

### Skupina A
Skupina A se je odvila v kitajskem mestu Qiqiharju:
| Reprezentanca | Rezultat iz leta 2006                                                     |
| ------------- | ------------------------------------------------------------------------- |
| Kazahstan     | Udeležbo so si zagotovili z izpadom v elitni diviziji 2006.               |
| Francija      | Udeležbo so si zagotovili z drugim mestom v skupini A v Diviziji I 2006.  |
| Poljska       | Udeležbo so si zagotovili s tretjim mestom v skupini B v Diviziji I 2006. |
| Estonija      | Udeležbo so si zagotovili s četrtim mestom v skupini B v Diviziji I 2006. |
| Nizozemska    | Udeležbo so si zagotovili s petim mestom v skupini B v Diviziji I 2006.   |
| Kitajska      | Udeležbo so si zagotovili s prvim mestom v skupini B v Diviziji II 2006.  |

### Skupina B
Skupina B se je odvila v slovenskem mestu Ljubljani:
| Reprezentanca       | Rezultat iz leta 2006                                                                   |
| ------------------- | --------------------------------------------------------------------------------------- |
| Slovenija           | Gostiteljica; udeležbo so si zagotovili z izpadom v elitni diviziji 2006.               |
| Litva               | Udeležbo so si zagotovili z drugim mestom v skupini B v Diviziji I 2006.                |
| Japonska            | Udeležbo so si zagotovili s tretjim mestom v skupini A v Diviziji I 2006.               |
| Madžarska           | Gostiteljica; udeležbo so si zagotovili s četrtim mestom v skupini A v Diviziji I 2006. |
| Združeno kraljestvo | Udeležbo so si zagotovili s petim mestom v skupini A v Diviziji I 2006.                 |
| Romunija            | Udeležbo so si zagotovili s prvim mestom v skupini A v Diviziji II 2006.                |

## Skupina A

### Končna lestvica
| Reprezentanca | OT | Z | ZPP | PPP | P | GF | GA | TOČ |
| ------------- | -- | - | --- | --- | - | -- | -- | --- |
| Francija      | 5  | 4 | 0   | 1   | 0 | 24 | 7  | 13  |
| Poljska       | 5  | 2 | 2   | 0   | 1 | 22 | 13 | 10  |
| Kazahstan     | 5  | 3 | 0   | 0   | 2 | 22 | 11 | 9   |
| Estonija      | 5  | 1 | 1   | 2   | 1 | 16 | 17 | 7   |
| Nizozemska    | 5  | 1 | 1   | 1   | 2 | 20 | 19 | 6   |
| Kitajska      | 5  | 0 | 0   | 0   | 5 | 8  | 45 | 0   |

Francija napreduje v elitno divizijo za 2008.
Kitajska je izpadla v Divizijo II za 2008.

### Tekme
| Reprezentanca | Kitajska | Estonija   | Francija   | Kazahstan | Nizozemska | Poljska    |
| ------------- | -------- | ---------- | ---------- | --------- | ---------- | ---------- |
| Kitajska      |          | 4 - 5      | 0 - 10     | 0 - 12    | 3 - 9      | 1 - 9      |
| Estonija      | 5 - 4    |            | 4 - 3 (OT) | 1 - 2     | 3 - 4 (OT) | 3 - 4 (OT) |
| Francija      | 10 - 0   | 3 - 4 (OT) |            | 3 - 1     | 4 - 2      | 4 - 0      |
| Kazahstan     | 12 - 0   | 2 - 1      | 1 - 3      |           | 5 - 2      | 2 - 5      |
| Nizozemska    | 9 - 3    | 4 - 3 (OT) | 2 - 4      | 2 - 5     |            | 3 - 4 (OT) |
| Poljska       | 9 - 1    | 4 - 3 (OT) | 0 - 4      | 5 - 2     | 4 - 3 (OT) |            |

### Vodilni igralci
| Igralec            | Država     | OT | G | P | TOČ | KM |
| ------------------ | ---------- | -- | - | - | --- | -- |
| Bradley Smulders   | Nizozemska | 5  | 6 | 5 | 11  | 0  |
| Leszek Laszkiewicz | Poljska    | 5  | 5 | 3 | 8   | 2  |
| Jacek Plachta      | Poljska    | 5  | 5 | 3 | 8   | 14 |
| Laurent Meunier    | Francija   | 5  | 3 | 5 | 8   | 8  |
| Andrei Makrov      | Estonija   | 5  | 6 | 1 | 7   | 2  |

## Skupina B

### Končna lestvica
| Reprezentanca       | OT | Z | ZPP | PPP | P | GF | GA | TOČ |
| ------------------- | -- | - | --- | --- | - | -- | -- | --- |
| Slovenija           | 5  | 5 | 0   | 0   | 0 | 29 | 5  | 15  |
| Madžarska           | 5  | 3 | 1   | 0   | 1 | 20 | 13 | 11  |
| Japonska            | 5  | 1 | 1   | 1   | 2 | 19 | 22 | 6   |
| Združeno kraljestvo | 5  | 2 | 0   | 0   | 3 | 14 | 15 | 6   |
| Litva               | 5  | 2 | 0   | 0   | 3 | 13 | 20 | 6   |
| Romunija            | 5  | 0 | 0   | 1   | 4 | 12 | 32 | 1   |

Slovenija napreduje v elitno divizijo za 2008.
Romunija je izpadla v Divizijo II za 2008.

### Tekme
| Reprezentanca       | Združeno kraljestvo | Madžarska  | Japonska   | Litva | Romunija   | Slovenija |
| ------------------- | ------------------- | ---------- | ---------- | ----- | ---------- | --------- |
| Združeno kraljestvo |                     | 2 - 4      | 4 - 3      | 2 - 3 | 6 - 1      | 0 - 4     |
| Madžarska           | 4 - 2               |            | 4 - 3 (OT) | 6 - 1 | 5 - 3      | 1 - 4     |
| Japonska            | 3 - 4               | 3 - 4 (OT) |            | 6 - 2 | 6 - 5 (OT) | 1 - 7     |
| Litva               | 3 - 2               | 1 - 6      | 2 - 6      |       | 5 - 2      | 2 - 4     |
| Romunija            | 1 - 6               | 3 - 5      | 5 - 6 (OT) | 2 - 5 |            | 1 - 10    |
| Slovenija           | 4 - 0               | 4 - 1      | 7 - 1      | 4 - 2 | 10 - 1     |           |

### Vodilni igralci
| Igralec        | Država    | OT | G | P  | TOČ | KM |
| -------------- | --------- | -- | - | -- | --- | -- |
| Anže Kopitar   | Slovenija | 5  | 1 | 13 | 14  | 2  |
| Tomaž Razingar | Slovenija | 5  | 6 | 4  | 10  | 2  |
| Balázs Ladányi | Madžarska | 5  | 5 | 4  | 9   | 0  |
| Marcel Rodman  | Slovenija | 5  | 1 | 7  | 8   | 14 |
| Levente Elekes | Romunija  | 5  | 4 | 3  | 7   | 20 |